# Saropogon scalaris
Saropogon scalaris är en tvåvingeart som beskrevs av Jacques-Marie-Frangile Bigot 1878. Saropogon scalaris ingår i släktet Saropogon och familjen rovflugor. Inga underarter finns listade i Catalogue of Life.